# 磊口乡
磊口乡，是中华人民共和国河南省安陽市安阳县下辖的一个乡镇级行政单位。

## 行政区划
磊口乡下辖以下地区：
北磊口村、东店村、南磊口村、上庄村、安河村、南山庄村、北山庄村、清峪村、清池村、卜居头村、清凉山村、目明村、泉门村、鹿山村、西店村和中店村。